# CRCK/LCKS
CRCK/LCKS（クラック・ラックス）は、日本のバンド。略称はクラクラ。メンバーは小西遼・小田朋美・井上銘・越智俊介・石若駿の5人。レーベルはAPOLLO SOUNDS。

## メンバー
- 小西遼（こにし りょう）

リーダー。サックス、ヴォコーダー、キーボード担当。2015年にアメリカでの音楽留学から帰国。自身のラージアンサンブル象眠舎の活動、挾間美帆との共演、あっこゴリラや韻シストのライブサポートなどの活動。
- 小田朋美（おだ ともみ）

ボーカル、キーボード担当。DC/PRGの活動、ceroのサポート参加、ASA-CHANG&巡礼との共演、TVドラマ・映画・CMへの楽曲提供などの活動。
- 井上銘（いのうえ めい）

ギター担当。リーダーアルバムを3枚発表、ブルーノート東京での公演もソールドアウトとなる等ジャズシーンにおいて活動。
- 越智俊介（おち しゅんすけ）

ベース担当。Shunske G&The Peasでの活動、菅田将暉、大比良瑞希のサポート他J-POPシーンで活動。
- 石若駿（いしわか しゅん）

ドラムス担当。くるりから日野皓正まで様々なジャンルのミュージシャンのサポートやアルバム参加で活動。

## 来歴

### 結成
2015年5月、小田と小西がディレクターの阿部淳から「菊地（成孔）さん主催のイベントで何かやらないか」と飲みの席で声をかけられたことをきっかけに結成する。

### 結成後の活動
- 2015年6月から都内のライブハウスを中心にライブ活動を展開する[2]。
- 2016年4月20日、1stEP「CRCK/LCKS」をリリース。同年6月にリリースツアーを行う。
- 2017年
  - 3月13日、ベースの角田隆太が脱退する[3]。後にベース越智俊介が加入する[4]。
  - 7月5日、2ndEP「Lighter」をリリース[5]。同年9月にリリースツアーを行う。
  - 7月7日、札幌シティジャズ出演[6]。
  - 8月20日、SUMMER SONIC2017出演[2]。
- 2018年2-3月
  - Negicco「SPRING 2018 TOUR ～あなたの街に花束を～」にライブサポートとして参加[2]。ライブ・アルバム「Live at UMEDA CLUB QUATTRO, LIQUIDROOM」に収録。
  - 3月、東名阪ツアー「春のパパパ!ツアー」を行う[7]。
  - 7月11日、3rdEP「Double Rift」をリリース[8]。同月15日、リリースライブを行う。
  - 9月、3rdEP『Double Rift』リリースツアーを京都・名古屋・大阪・東京渋谷で行う[9]。
  - 9月30日のツアーファイナル渋谷WWWX公演はものんくるとの対バン（台風で中止のため2019年3月12日に振替公演を行う[10]）。
- 2019年
  - 3-4月、「2019春のパパパパ！ツアー」を大阪・名古屋・東京で行う[11]。
  - 10月16日、1stフルアルバム「Temporary」をリリース。
  - 10月19日、1stフルアルバム「Temporary」のリリースパーティーを東京・渋谷 WWWXで開催。
  - 10-12月、1stフルアルバム「Temporary」リリースツアーを京都・岡山・名古屋・大阪・東京で開催。
  - 12月18日「Temporary」リリースツアーファイナルと同日、フルアルバムリリースからわずか2ヶ月でEP「Temporary vol.2」をリリース。
- 2022年
  - 7月27日/8月6日・7日、「LIVE TOUR 2022 Auftact」を東名阪で開催。
  - 12月2日・5日・6日、「CRCK/LCKS live tour 2022 『Wellmade』」を東名阪で開催。

## 作品

### アルバム
|        | 発売日         | タイトル                            | 規格品番  | 収録曲 | 備考                                 |
| ------ | -------------- | ----------------------------------- | --------- | --- | ------------------------------------ |
| 1st EP | 2016年4月20日  | CRCK/LCKS                           | APLS-1605 | 1. Goodbye Girl PV - YouTube 2. いらない 3. 簡単な気持ち 4. スカル MV - YouTube 5. 坂道と電線 6. クラックラックスのテーマ                                                                                  | オリコン最高233位 予告動画 - YouTube |
| 2nd EP | 2017年7月5日   | Lighter                             | DDCZ-2159 | 1. Get Lighter MV - YouTube 2. パパパ！ MV - YouTube 3. Non-Brake 4. すきなひと 5. エメラルド 6. 傀儡 | オリコン最高191位 予告動画 - YouTube |
| 3rd EP | 2018年7月11日  | Double Rift                         | POCS-1710 | 1. Introduction 2. O.K.（作詞：佐藤文香） 3. No Goodbye MV - YouTube 4. Skit 5. 窓 MV - YouTube 6. たとえ・ばさ（作詞：佐藤文香） 7. zero 8. 病室でハミング（作詞：文月悠光） 9. Shower                    | オリコン最高102位 Teaser - YouTube   |
| 1st    | 2019年10月16日 | Temporary                           | APLS-1912 | 1. Introduction 2. KISS（2019年10月8日から先行配信） 3. 嘘降る夜 4. Searchlight (Album ver.) 5. ひかるまち 6. La La La （Bird Song） 7. 春うらら 8. ながいよる 9. demo #01 10. 病室でハミング（Live Ver.） | オリコン最高103位 告知動画 - YouTube |
| 4th EP | 2019年12月18日 | Temporary vol.2                     | APLS-1913 | 1. かりそめDiva 2. IDFC 3. interlude#1 4. Crawl 5. interlude#2 6. 素敵nice 7. Rise | オリコン最高137位                    |
| Live   | 2022年7月27日  | Rise in the East Digest ver. (Live) |           | 1. Goodbye Girl 2. O.K. 3. Kiss 4. IDFC 5. No Goodbye 6. Skit | ライブ会場、配信限定                 |
| 5th EP | 2023年4月5日   | 総総                                | APLS-2303 | 1. 低空 2. AfterImages 3. Wellmade 4. Time capsule 5. Stay 6. Hideaway |                                      |

### 配信限定シングル
| 発売日         | タイトル       | 収録アルバム |
| -------------- | -------------- | ------------ |
| 2019年3月13日  | Searchlight    | Temporary    |
| 2020年12月18日 | Christmas Song | 未収録       |
| 2022年11月30日 | Wellmade       | 総総         |
| 2023年1月11日  | Time Capsule   | 総総         |
| 2023年3月22日  | 低空           | 総総         |

### 参加作品
- 「須永辰緒の夜ジャズ・外伝3 ～All the young dudes～ すべての若き野郎ども」（2017年8月2日）
「スカル」で参加
- Negicco ライブ・アルバム「Live at UMEDA CLUB QUATTRO, LIQUIDROOM」（サポートメンバーとして参加）
- Negicco アルバム「MY COLOR」そして物語は行く（編曲で参加）

## ライブ
- 2016年6月、1st EP「CRCK/LCKS」Release Live
  - 6月16日、東京（青山月見ル君想フ、ゲスト：WONK）
  - 6月20日、名古屋（TOKUZO、ゲスト：THE PYRAMID）
  - 6月21日、大阪（LIVE SQUARE 2nd LINE、ゲスト：スムージチークス　O.A：優利香）
- 2017年9月、2nd EP『Lighter』リリースツアー
  - 9月26日、名古屋（TOKUZO、ゲスト：中村佳穂）
  - 9月27日、神戸（VARIT、ゲスト：アカシアオルケスタ・aomidoro）
  - 9月28日、大阪（Music Club JANUS、ゲスト：THE CHARM PARK、OA：TAKOPEO）
  - 9月29日、京都（UrBANGUILD、ゲスト：空間現代）
  - 9月30日、東京（表参道WALL&WALL、ゲスト：ハイスイノナサ、DJ：荒内佑(cero)）
- 2018年3月、春のパパパ！ツアー[12]
  - 3月5日、名古屋（TOKUZO、ゲスト：中村佳穂）
  - 3月6日、大阪（Music Club JANUS、ゲスト：韻シストBAND・YOKOYURE）
  - 3月7日、東京（新宿MARZ、ゲスト：King Gnu）
- 2018年7月15日、3rd EP『Double Rift』リリースライブ（新宿MARZ、ゲスト：中村佳穂）
- 2018年9月、3rd EP『Double Rift』リリースツアー
  - 9月24日、京都（UrBANGUILD、ゲスト：さとうもか、開場19:00、開演19:30）
  - 9月26日、名古屋（TOKUZO、ゲスト：ermhoi、開場18:00、開演19:00）
  - 9月27日、大阪（Zeela、ゲスト：SIRUP・YOKOYURE、開場18:30、開演19:00）
  - 9月30日、東京（渋谷WWWX、ゲスト：ものんくる、開場17:00、開演18:00、台風で中止のため2019年3月12日に振替公演）
- 2018年12月20日、Shinjuku MARZ 17th Anniversary!! ～with CRCK/LCKS～（新宿MARZ、ゲスト：imai、開場18:30、開演19:00）
- 2019年3-4月、2019春のパパパパ！ツアー
  - 3月6日、大阪（Zeela、ゲスト：DENIMS、開場18:30、開演19:00）
  - 3月7日、名古屋（APOLLO BASE、ゲスト：長谷川白紙、開場18:30、開演19:00）
  - 4月26日、東京（新代田FEVER、ゲスト：JYOCHO、開場18:30、開演19:00）
- 2019年8月8日、APOLLO SOUNDS presents "Lunar Orbit Rendezvous"（渋谷 WWW、共演：君島大空）
- 2019年10月19日、1stフルアルバム『Temporary』リリースパーティー（渋谷 WWWX、ゲスト：ラブリーサマーちゃん）
- 2019年10-12月、1stフルアルバム『Temporary』リリースツアー
  - 10月24日、京都（Club Metro、ゲスト：Attractions）
  - 10月26日、岡山（MO:GLA[モグラ]、ゲスト：さとうもか、君島大空）
  - 10月27日、名古屋（Club UPSET、ワンマン）
  - 11月1日、大阪 梅田（Zeela、ワンマン）
  - 12月18日、東京 渋谷（TSUTAYA O-EAST、ワンマン）
- 2023年4月18日、5th EP 「総総」Release LIVE 東京 渋谷（WWW X）
- 2023年9月6日、Shinjuku Mara presents 「CRCK/LCKS」（東京 新宿MARZ、Opening Act : LioLan）
- 2023年11月29日、live tour 2023『総総続続』
  - 11月29日　福岡（LIVEHOUSE INSA）
  - 12月1日　大阪（Live House ANIMA）
  - 12月5日　名古屋（CLUB UPSET）
  - 12月6日　東京（LIQUIDROOM）